# Морозюк Світлана Сергіївна
Світлана Сергіївна Морозюк (народилася 14 червня 1937 року в смт Березна Менського району — 7 листопада 2019) — український ботанік і педагог. Кандидат біологічних наук. Відмінник освіти України.
Автор першого вітчизняного підручника з біології для шостого класу[джерело?].

## Кар'єра
Протягом 1955—1960 рр. навчалася на біологічному факультеті Київського державного університету ім. Т. Г. Шевченка.
Пройшла шлях від старшого лаборанта до старшого наукового співробітника в Інституті ботаніки імені М. Г. Холодного НАН України.
У 1971 захистила кандидатську дисертацію за спеціальністю «Ботаніка».
Працювала викладачем кафедри ботаніки Національного педагогічного університету ім. М. П. Драгоманова. Згодом — професором кафедри екології Інституту природничо-географічної освіти та екології НПУ імені М. П. Драгоманова.
Має близько 200 друкованих праць.

## Відзнаки
Нагороджена нагрудними знаками імені Василя Сухомлинського та академіка Фоміна.